# Тодоровский, Блажо
Блажо «Чичето» Тодоровский (серб. и макед. Блажо Чичето Тодоровски; 13 апреля 1902, Ресава — 16 июня 1943, Никодин) — югославской македонский рабочий, партизан времён Народно-освободительной войны Югославии, Народный герой Югославии.

## Биография
Родился 13 апреля 1902 в селе Ресава близ Кавадарцев в очень бедной семье. Жил в крайней нищете и вынужден был сам пасти скот. Рано потерял свою мать. Устроился работать в Кавадарцах, где встретился впервые с представителями Коммунистической партии Югославии и узнал об идеях социальной и национальной свободы. В 1938 году он впервые принял участие в выборах в югославский парламент, пользуясь поддержкой коммунистов. В 1941 году после оккупации страны занялся вооружением партизан, раздавая хранившееся на складах или брошенное войсками оружие. После начала Великой Отечественной войны был принят в КПЮ. Занимался вербовкой жителей Тиквеша в партизанское движение.
Особенно активен был Блажо в конце 1942 — начале 1943 годов, когда в селах Драдня и Ресава он сумел построить небольшой дом отдыха для раненых партизан из отряда имени Димитара Влахова, ухаживая там за пострадавшими. После того, как тайну о доме узнали болгарские полицейские, Блажо ушёл в подполье. Вскоре он был официально принят в партизаны: в мае 1943 года он занял должность заместителя командира отряда имени Добри Даскалова. Участвовал в боях за Боянчиште, Драдне и Гарниково. Прославился как очень храбрый боец.
В битве за Ножот вместе с десяткой бойцов Блажо атаковал болгарские ряды и сумел прорвать кольцо окружения, однако получил тяжёлое ранение. Через несколько дней от последствий ранения, 16 июня 1943 Блажо Тодоровский умер. Посмертно он был награждён Орденом Народного героя указом от 11 октября 1953.